# Vladimír Šmíd
Vladimír Šmíd (6. ledna 1930, Proboštov – 9. června 1998, Teplice) byl český sochař, malíř, chemik, modelér a výtvarník. Studoval obchodní akademii a později na Keramické škole v Teplicích. Největší vliv na jeho výtvarné vědomí měl Josef Kilián – malíř, profesor Keramické školy, který mu pomohl pochopit principy kubismu. Roku 1950 studoval Vysokou školu uměleckoprůmyslovou v Praze a to v ateliéru profesora Otty Eckerta. Za jeho nesouhlas s komunistickým kolektivismem mu hrozilo vyloučení ze studií. Následující rok se pokusil emigrovat do Rakouska, to mu ale nevyšlo. Od roku 1958 do 1963 pracoval v Keramických závodech SPOJKER.
Jeho tvorba byla v době totality přijímána s despektem. Zemřel v 68 letech na embolii při lékařském vyšetření.

## Dílo
- 1974: reliéf / keramika R. Pokorného 810, Libochovice, průčelí výrobní haly v areálu cihelny[3]
- 1985: Keramický reliéf – keramika, obchodní dům (nyní Tesco) ve Štětí[4]

## Galerie

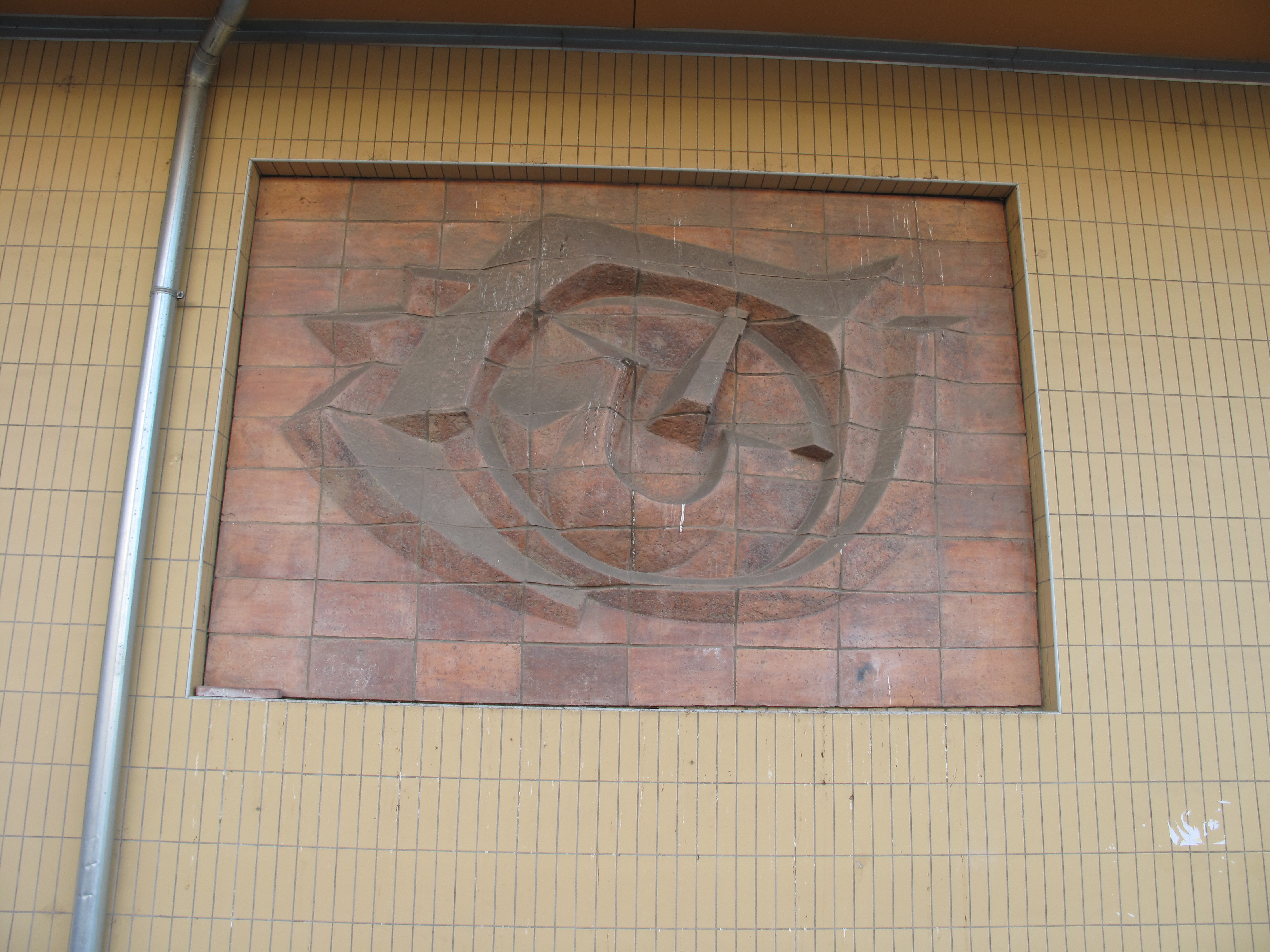
Jeden ze séria tří keramických reliéfů na třídě Budovatelů v Mostě, 1968
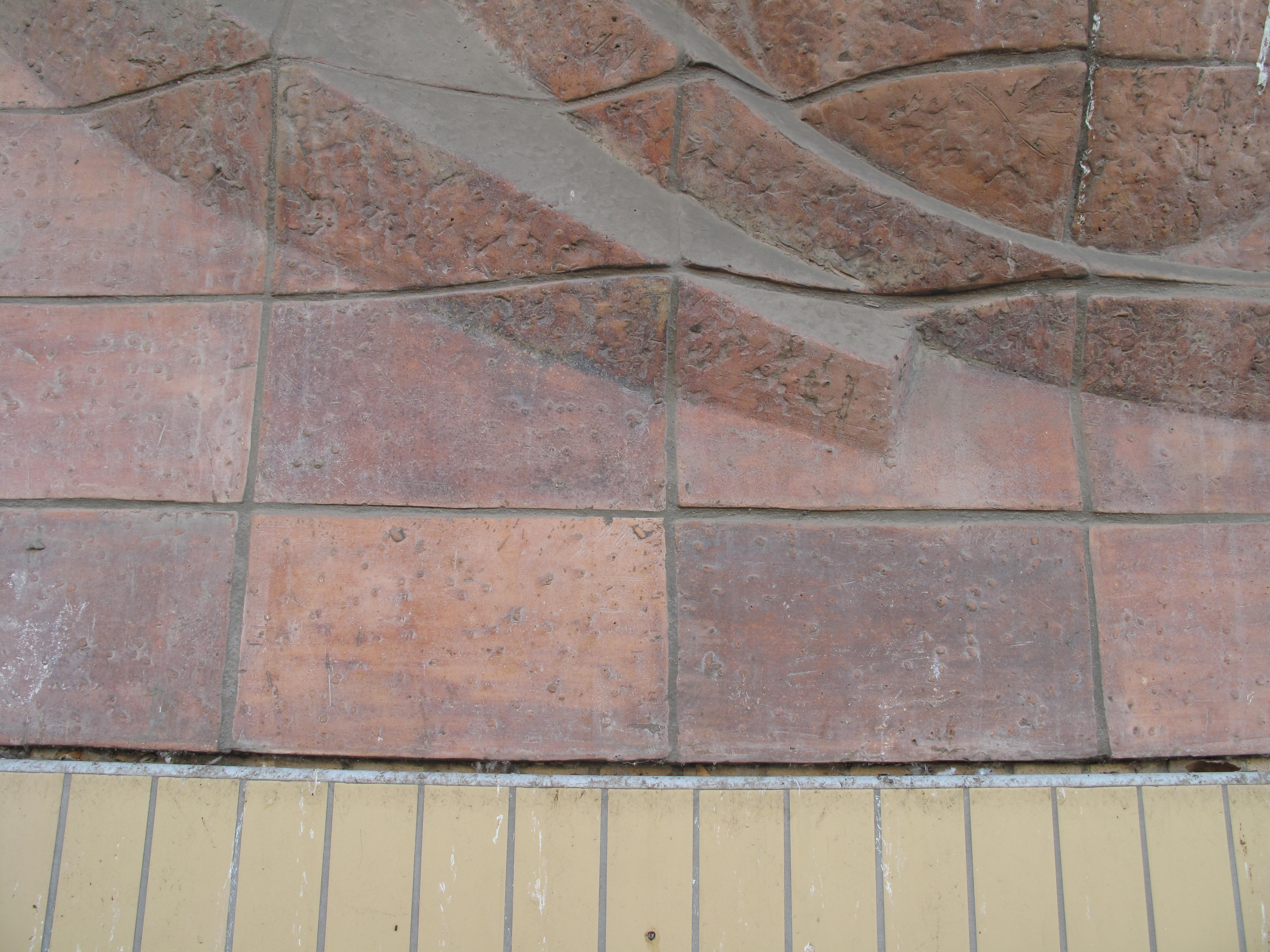
Detail
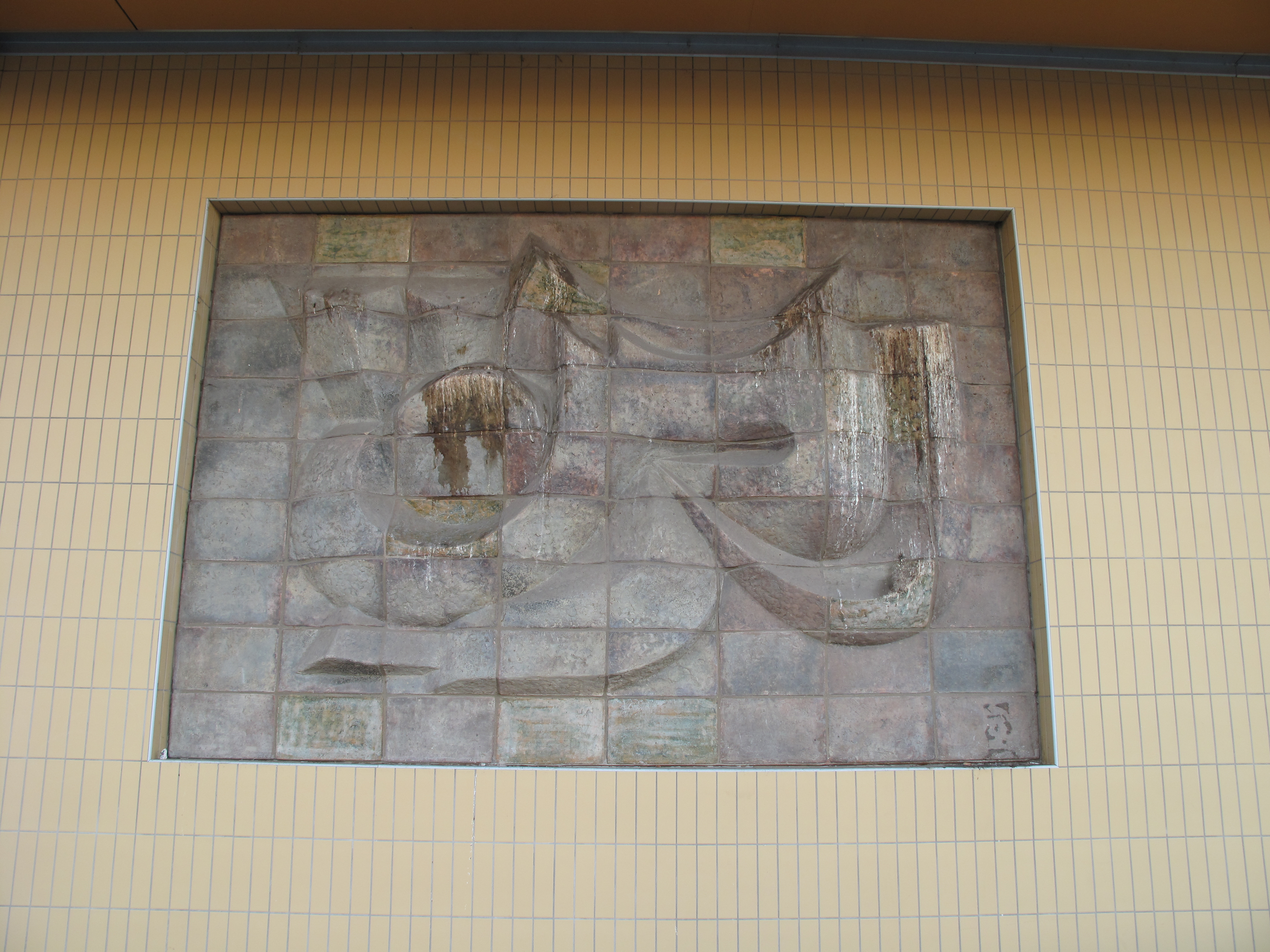
Druhý ze série reliéfů
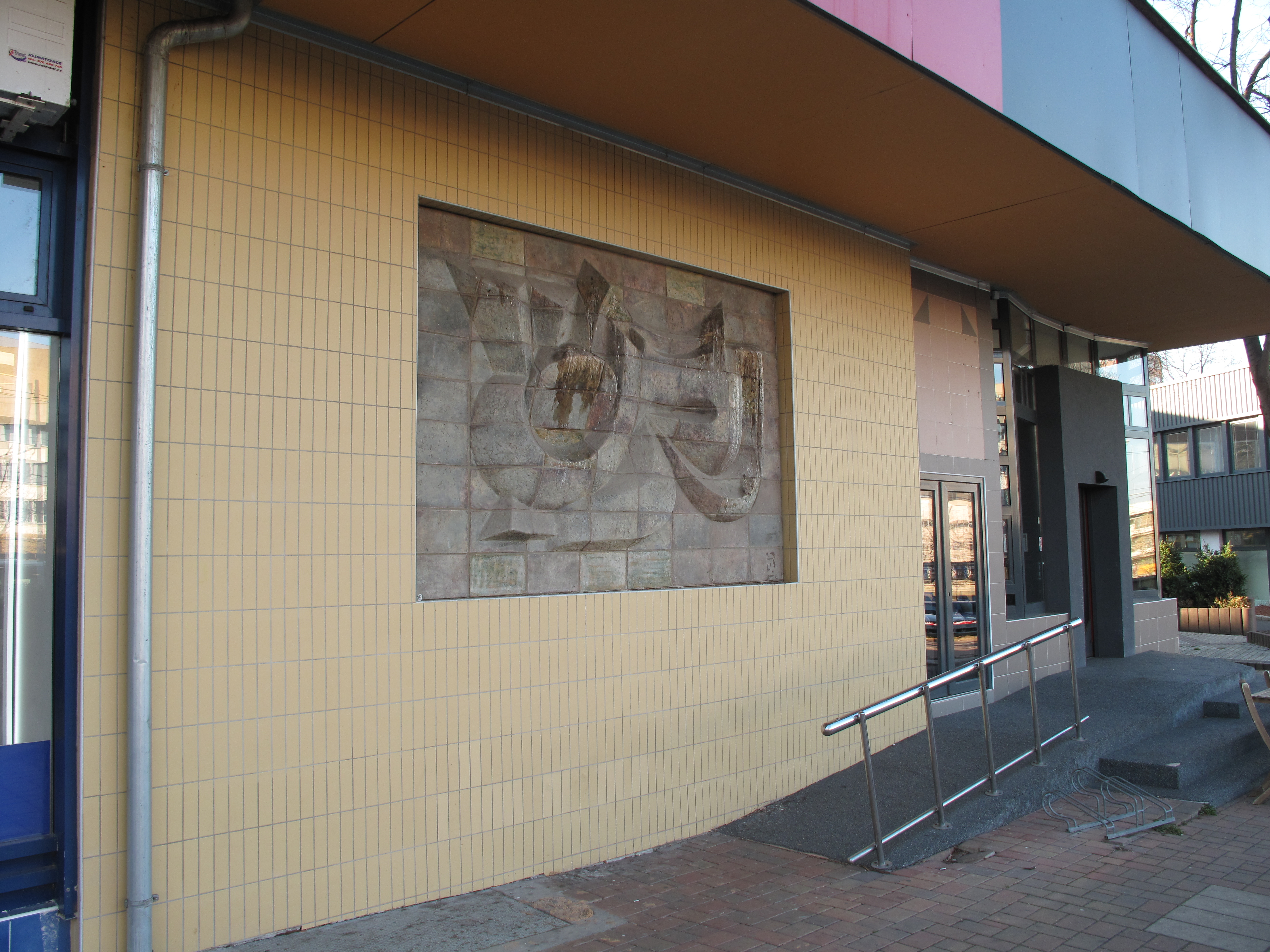
Pohled ze strany
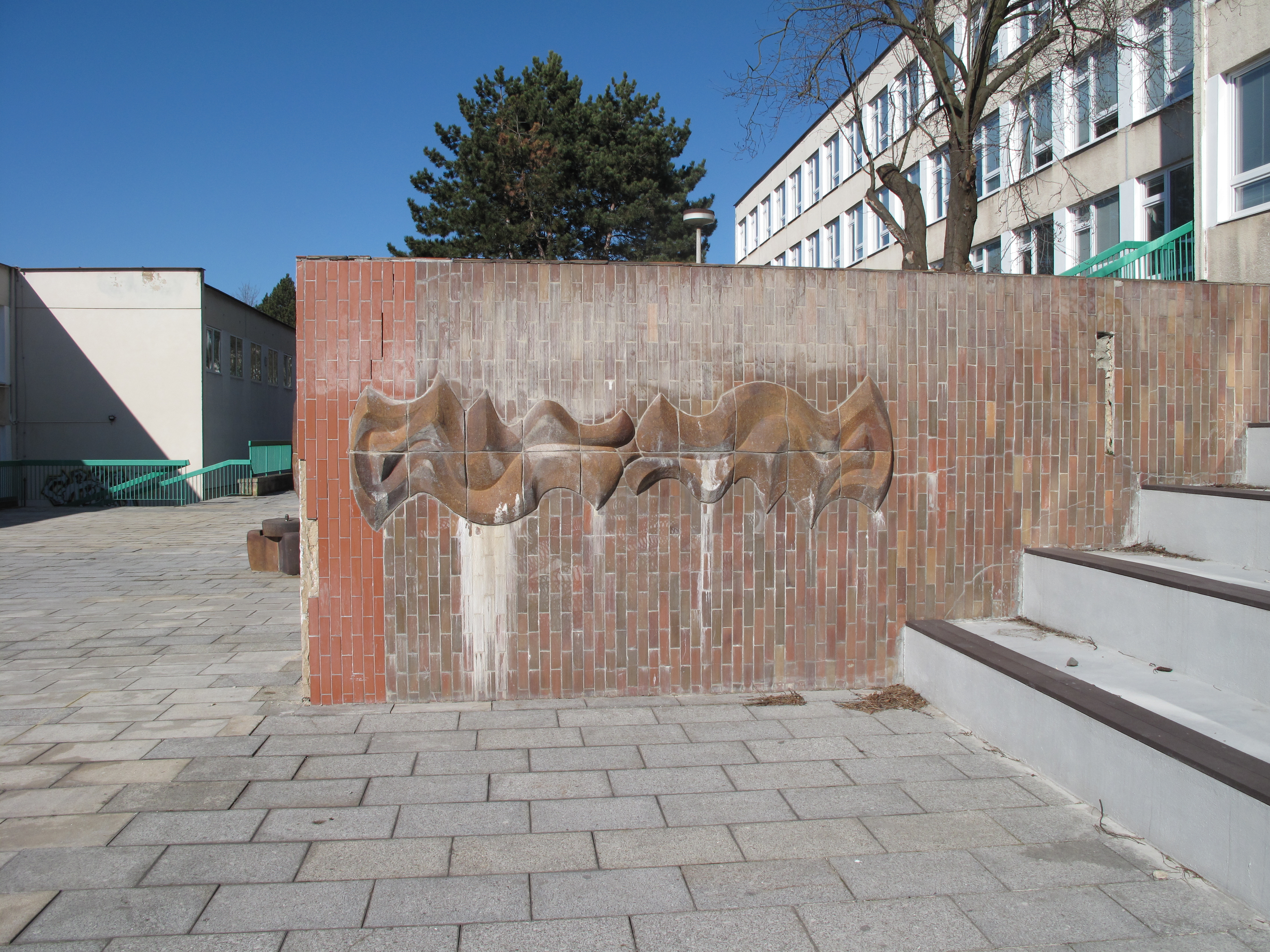
Keramická stěna v základní škole Stříbrnická v Ústí nad Labem
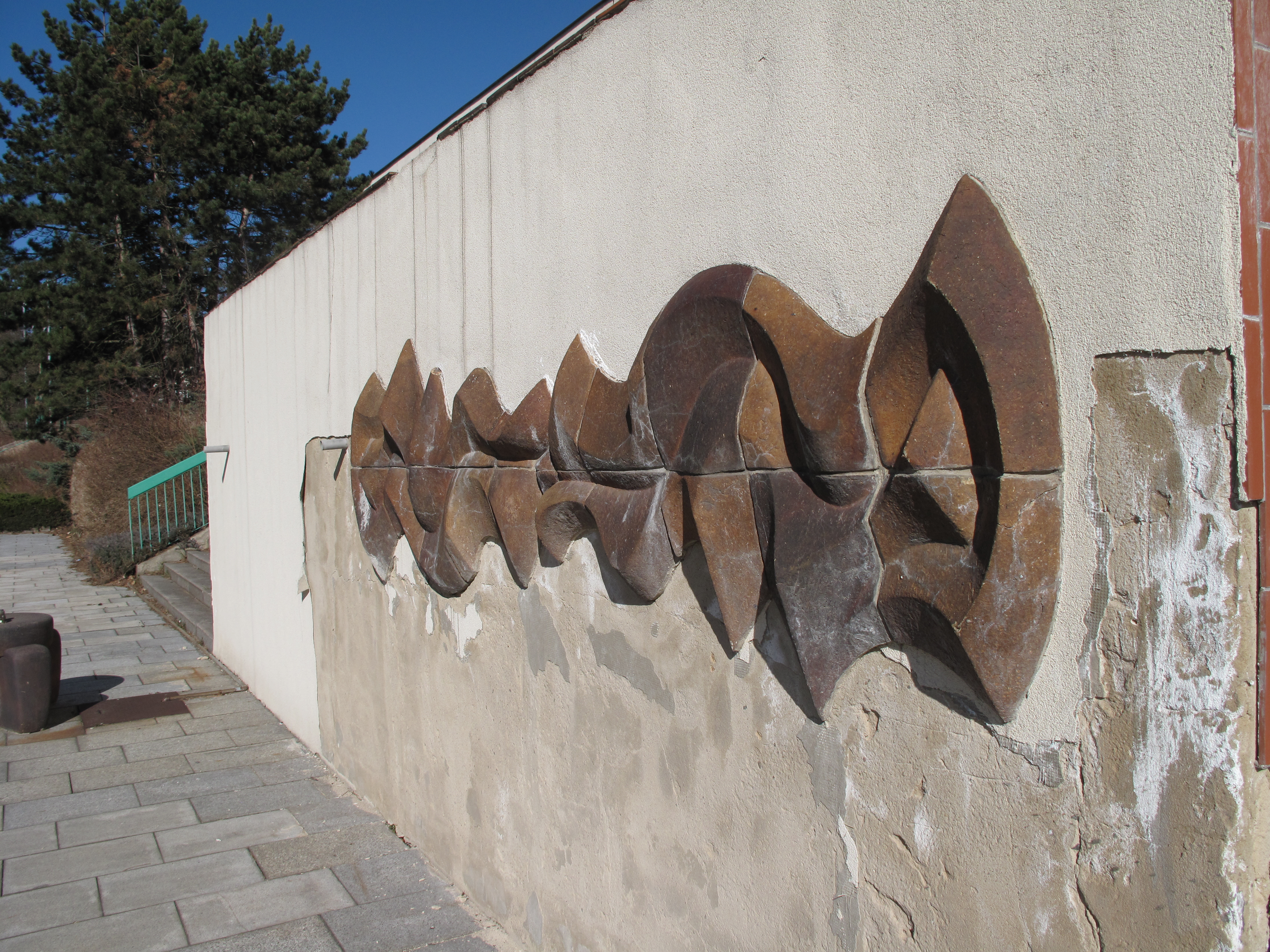
Druhá část reliéfu
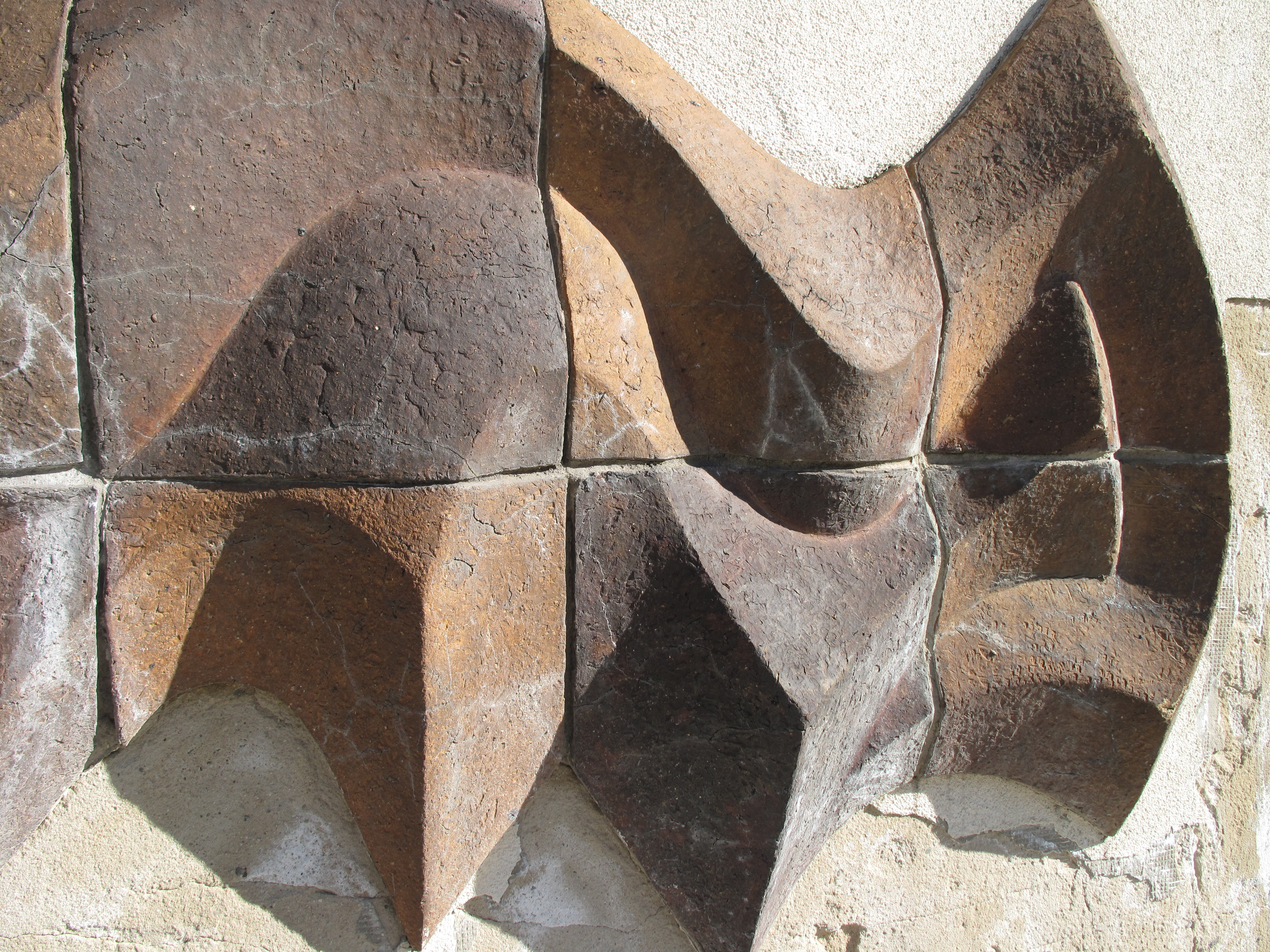
Detail